# Бескудниково (станция)
Беску́дниково — узловая железнодорожная станция Савёловского направления Московской железной дороги в Москве в 10 км от Савёловского вокзала, станция линии МЦД-1 «Белорусско-Савёловский» Московских центральных диаметров. Входит в Московско-Смоленский центр организации работы железнодорожных станций ДЦС-3 Московской дирекции управления движением. По основному применению является грузовой, по объёму работы отнесена к 1 классу.
Время движения от Савёловского вокзала — 15 минут.
Имеется прямое сообщение на Белорусское направление, в том числе несколько пар поездов, для которых Бескудниково является одним из конечных пунктов.
Пассажирское сообщение осуществляется моторвагонными электропоездами постоянного тока. Самые дальние пункты беспересадочного сообщения (май 2020 года):
- В северном направлении: Савёлово, Дубна.
- В западном направлении: Бородино, Звенигород.

## Инфраструктура
Станция открыта в 1901 году вместе с главным ходом Савёловского направления, названа по одноимённому посёлку, позже ставшему районом Москвы.
На станции 2 пассажирские платформы, соединённые пешеходным мостиком, проходящим над всеми станционными путями. Восточная платформа является островной. Западная платформа (в сторону Москвы) бокового типа. С западной стороны выход с мостика к Керамическому проезду и улице 800-летия Москвы, с восточной — на Путевой проезд. Всего на станции 21 путь, электропоезда обычно используют два. Третий путь (с восточной стороны островной платформы) раньше использовался Бескудниковской веткой до её закрытия, затем до октября 2015 года регулярно использовался для стоянки электропоездов, когда те пропускали экспрессы до Лобни и аэроэкспрессы в аэропорт «Шереметьево».
Платформа относится ко 2-й тарифной зоне. С июля 2014 года оборудована турникетами на обеих платформах.

После реконструкции в 2019 году Бескудниково стала одной из опорных станций новой 52-километровой линии МЦД-1 Лобня — Одинцово Московских центральных диаметров.

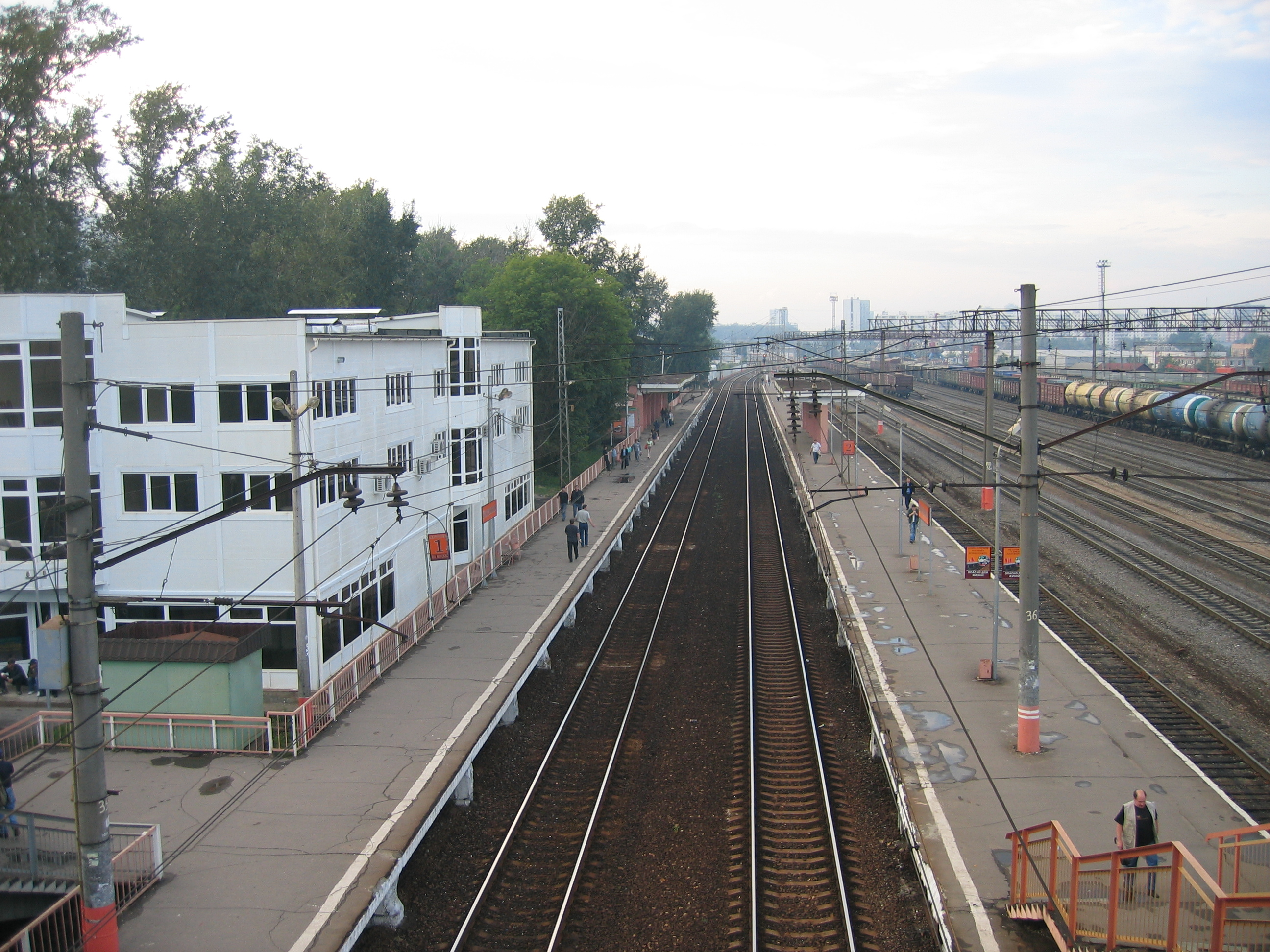
Пассажирские платформы в 2008 году
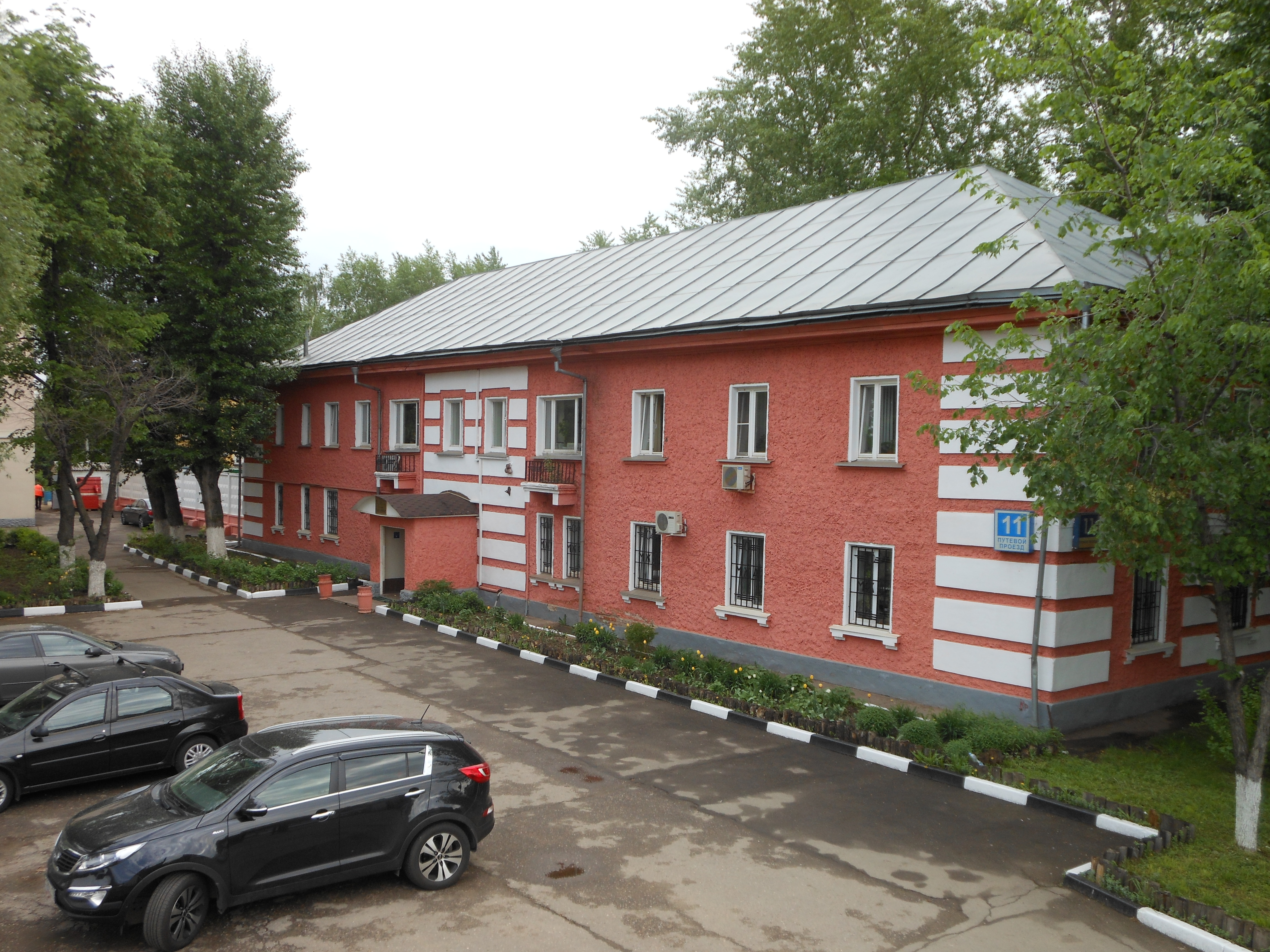
Здание станции 1954 года постройки. Фото 2013 года
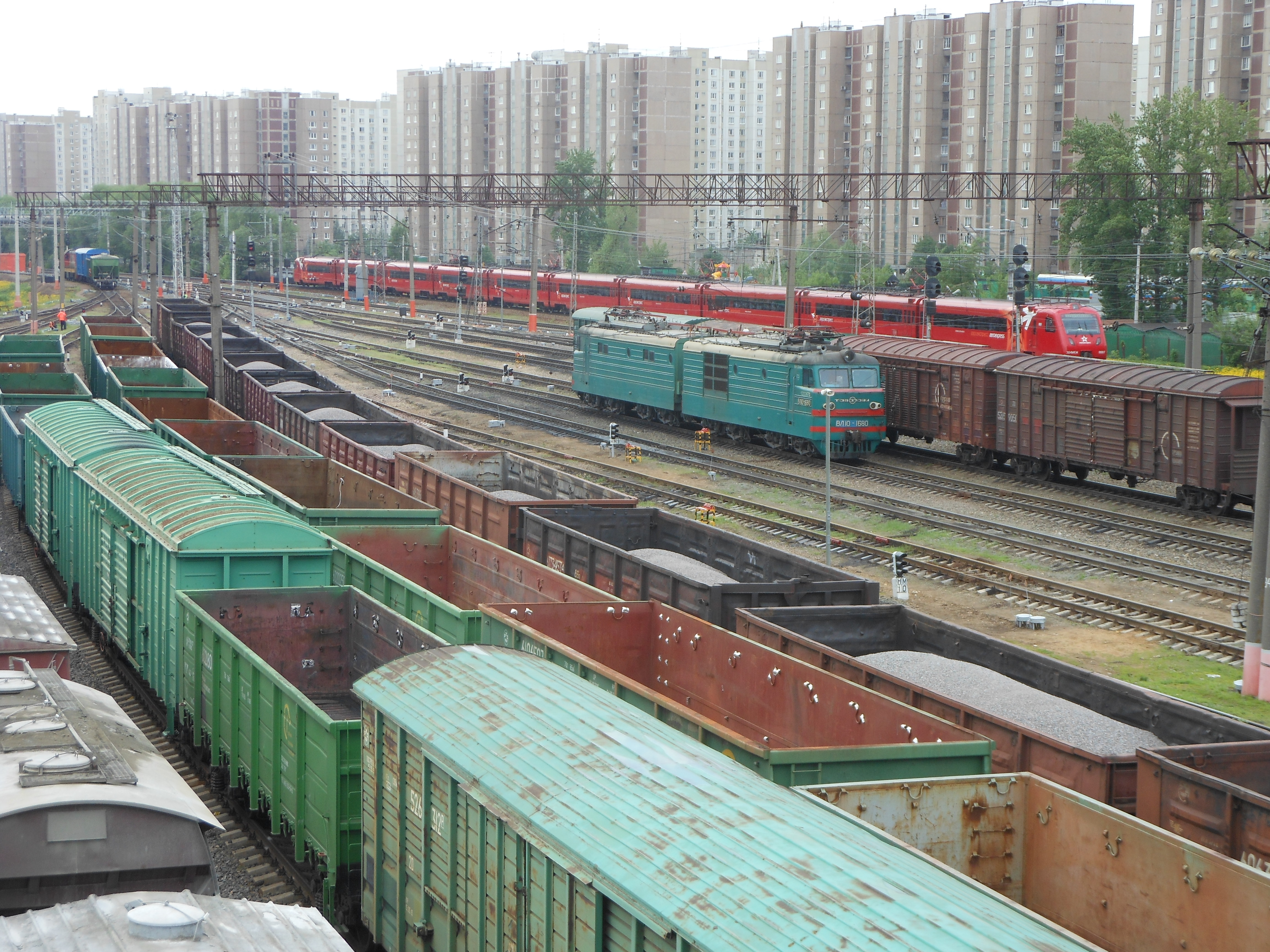
Аэроэкспресс в Шереметьево на станции Бескудниково, 2013 год
Начальник станции Бескудниково Игорь Розенков и его заместитель Вячеслав Усов. 2013 год
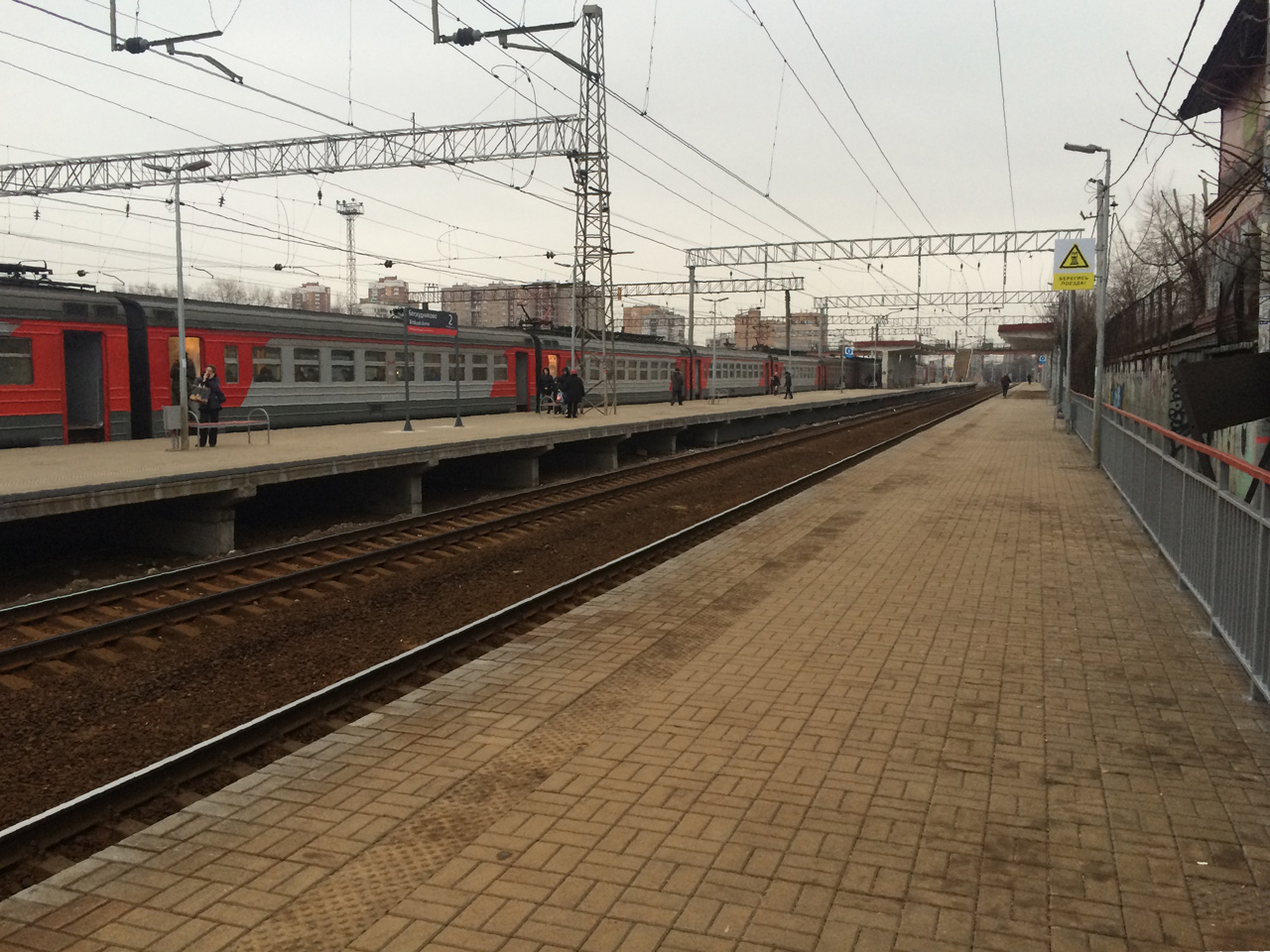
Пассажирские платформы в 2014 году
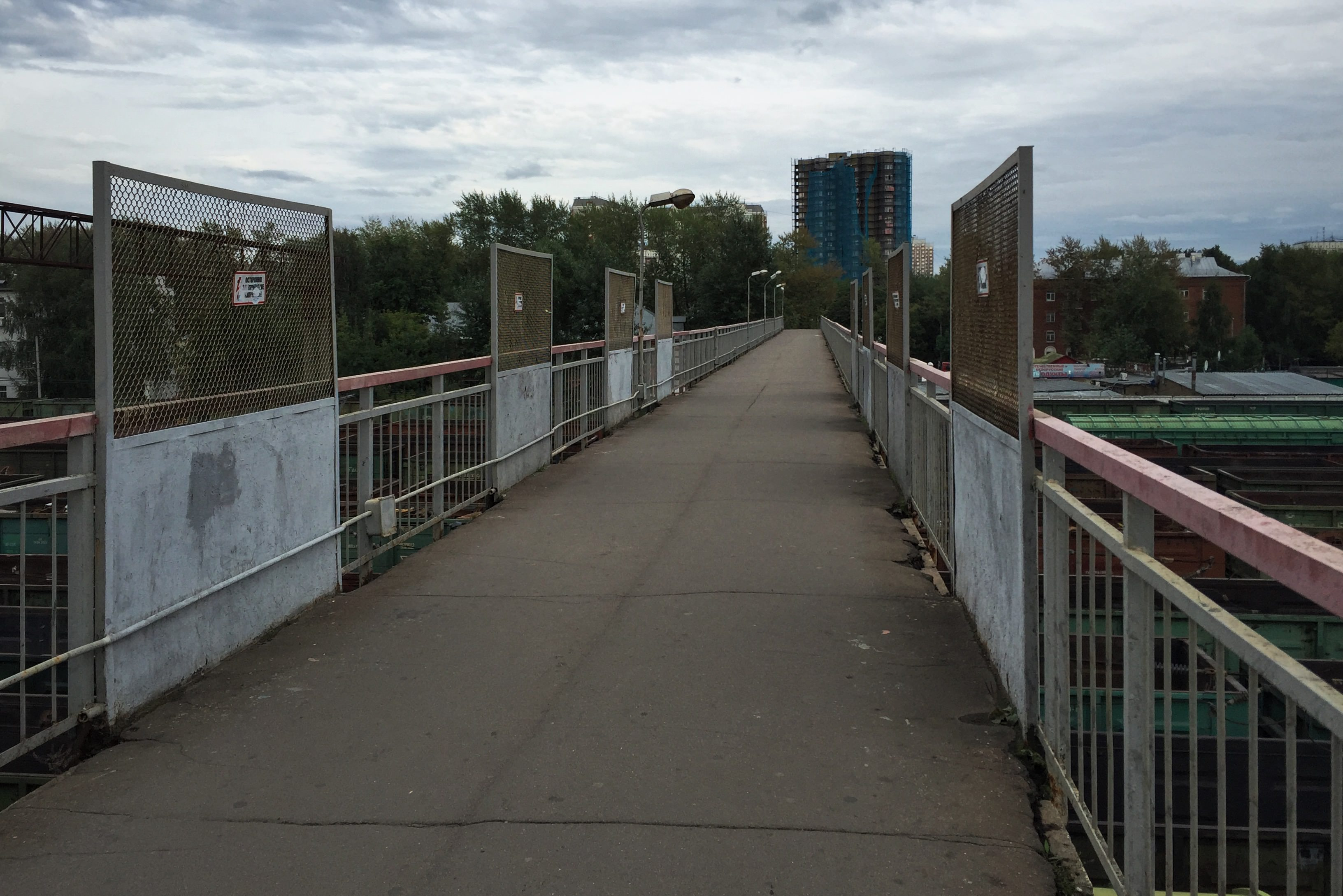
Надземный переход и проходы к платформам в 2016 году
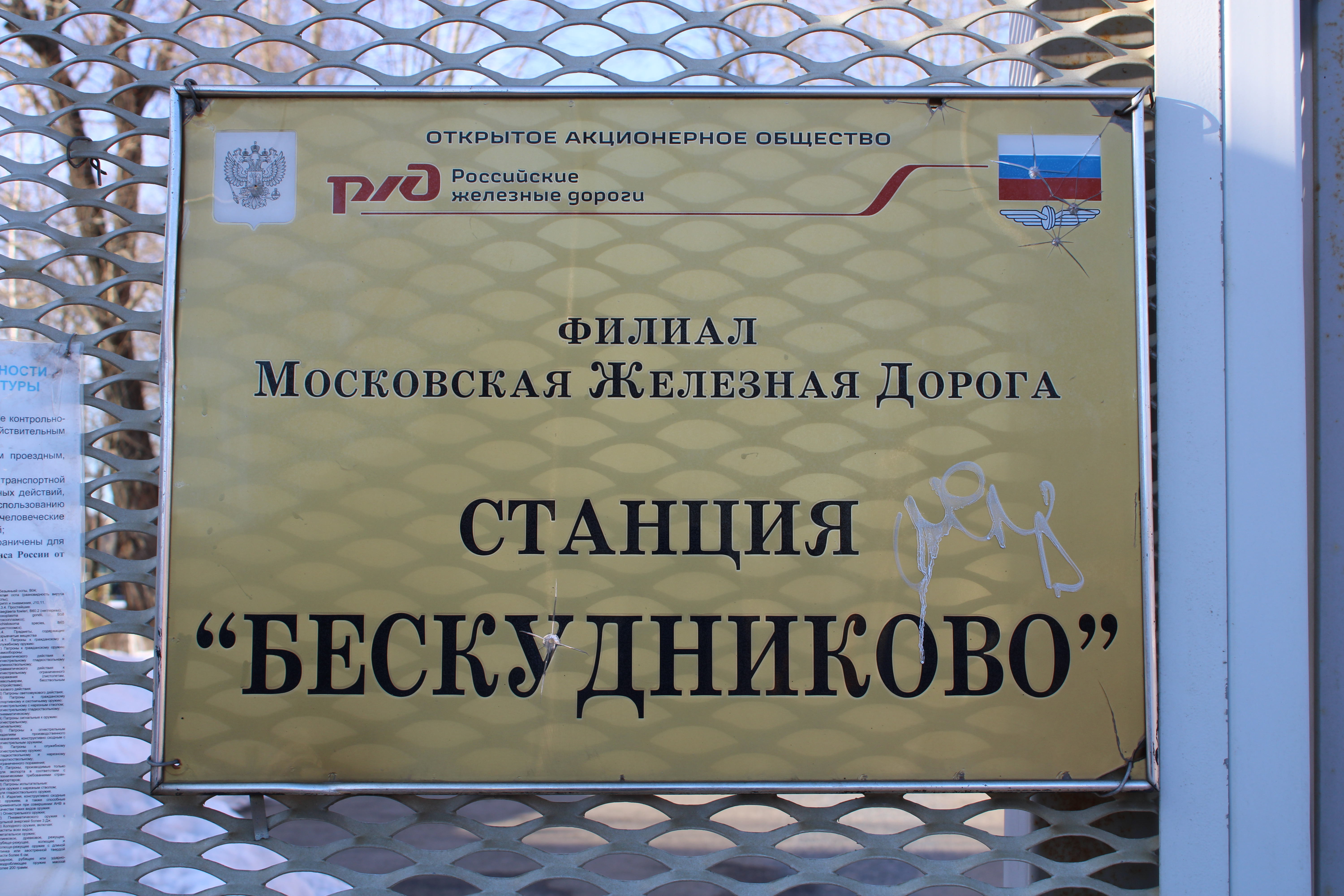
Табличка на входе на территорию. Фото 2023 года
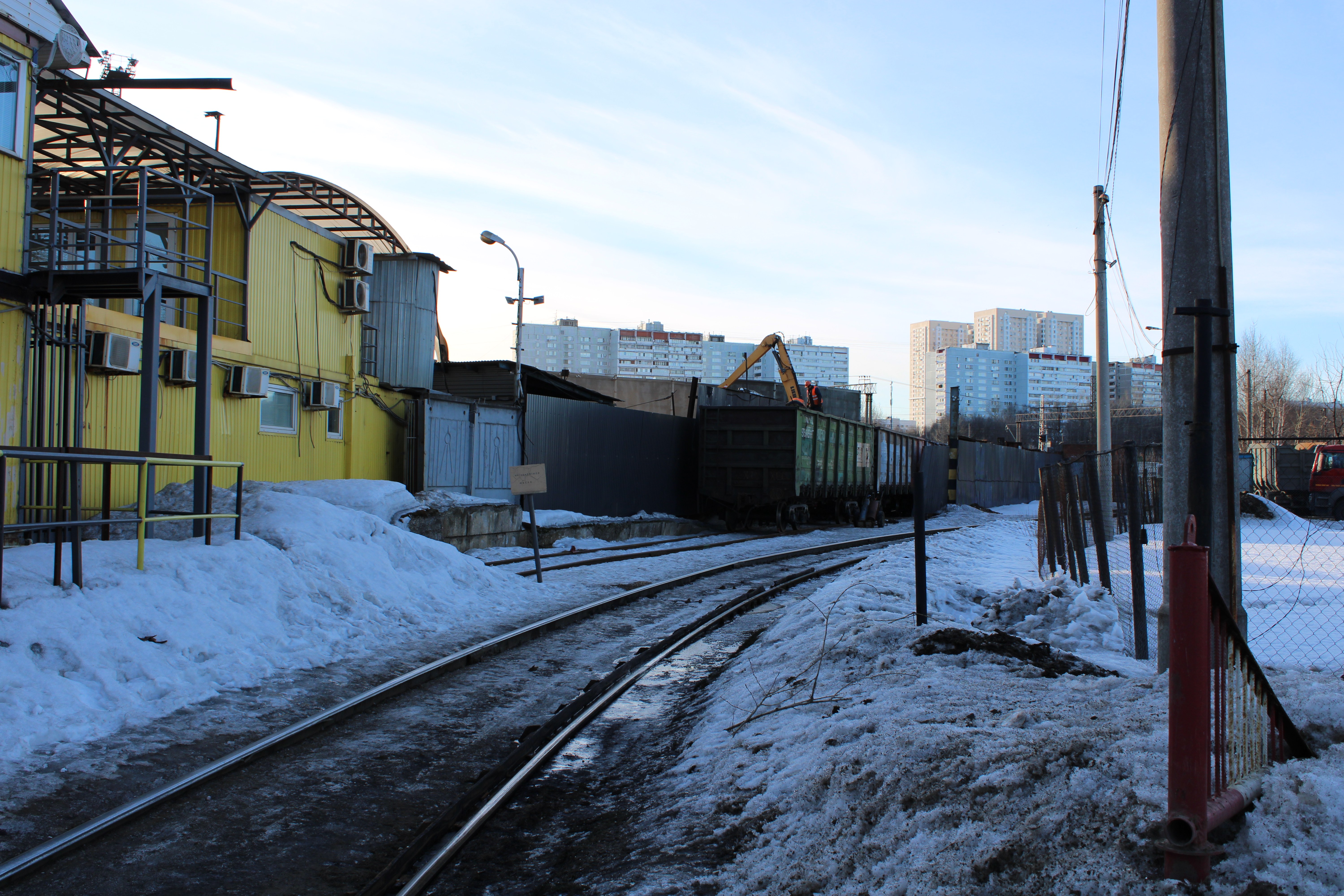
Действующий подъездной путь к Бескудниковскому комбинату строительных материалов. Фото 2023 года

## Путевое развитие
Станция Бескудниково имеет три маневровых района и четыре парка: приёмоотправочный, отправочный № 1 на Малое кольцо, сортировочный, отправочный № 2 на Марк и Лобню. 21 путь общей протяжённостью 14,3 км — в том числе два главных, один путь для обгона экспрессов, пять приёмоотправочных (на бетоне), семь отправочных, шесть путей для отстоя вагонов (на дереве). Стрелочных переводов 64, из них 28 на бетонном основании.
От станции ответвляется ряд промышленных железнодорожных веток, важнейшие из которых — 10-километровая Медведковская ветка необщего пользования к примыкающей станции МГАО «Промжелдортранс» отделения «Медведково». Станция Медведково обслуживает завод «Мокон», бетонные заводы и складской комплекс на Полярной улице. Ранее от станции отходили подъездной путь Северной станции водоподготовки, в настоящее время заброшенный и на большей части протяженности разобранный, а также разобранная и застроенная Бескудниковская ветка к станции Лосиноостровская Ярославского направления.
Станция имеет горку малой мощности, маневровая работа ведётся методом осаживания. До начала 2000-х годов маневровая работа велась ныне запрещённым в черте Москвы (шумозащита) методом толчков с горки.

## Технология грузовой работы
Согласно утверждённому с 2008 года плану формирования с сортировочной станции Лосиноостровская, грузовые поезда на тепловозной тяге через Малое кольцо по четвёртой соединительной ветви через Владыкино-Московское доставляют вагоны назначением на Москву-Бутырскую, Бескудниково и Марк, частично на Лобню. После начала движения региональных экспрессов и аэроэкспрессов, выбравших вместе с электричками всю провозную способность Савёловского направления, грузовое движение назначением в Икшу, Яхрому, Дмитров, Каналстрой из Бескудникова прекращено. С конца 1990-х годов Бескудниково потеряла статус сортировочной станции.

## Грузовые клиенты
Грузовая работа осуществляется в едином технологическом комплексе с находящейся в оперативном подчинении станцией Марк. Местный груз развозят два маневровых тепловоза ЧМЭ3.
Станция обслуживает асфальтобетонный завод, бетонный завод № 1 («Мосинжбетон»), завод «Мокон», выпускающий бетонные конструкции, мостовые панели и балки, Бескудниковский комбинат строительных материалов, Московскую базу хранения ресурсов МВД России, ООО «Компас». Через станцию Марк — ОАО «Бетас», ДСК-7 (переработка известнякового щебня для производства асфальта и бетона). Разгрузка: стройматериалы, цемент, глина, металлопрокат, пищевые продукты — сахар, рис. Погрузка: металлолом (в адрес металлургических комбинатов России), сборный груз.
Общий объём грузовой работы по станциям Бескудниково и Марк составляет 80—100 вагонов в сутки, летом их число достигает максимально 250, зимой снижается до 30—50.

## Управление и персонал
Персонал — 58 сотрудников, включая начальника, двух его заместителей, инженера по охране труда, 10 дежурных по станции, 10 операторов СТЦ, пять маневровых диспетчеров, пять операторов поста централизации, 10 составителей поездов, 14 приёмосдатчиков груза и багажа.
Начальник станции — Розенков Игорь Владимирович (с 2001 года).

## Наземный общественный транспорт
На этой станции можно пересесть на следующие маршруты городского пассажирского транспорта:
- Автобусы: 170, 353, 466, 499, 571, 637, 803